# Лотра-Багиши
Лотра́-Ба́гиши (чув. Лутра Пакӑш) — деревня в Аликовском муниципальном округе Чувашской Республики. Входила в состав Шумшевашского сельского поселения до его упразднения в 2022 году.

## География
Деревня расположена в 20 км по автодорогам к северо-западу от села Аликово — административного центра Аликовского района. Расстояние до центра сельсовета составляет по автодорогам 8 км на юго-восток. Находится на правом берегу реки Выла. Единственная улица — Садовая. В настоящее время деревня в основном газифицирована.

### Климат
Климат умеренно-континентальный с продолжительной холодной зимой и тёплым летом. Средняя температура января −12,9 °C, июля 18,3 °C, абсолютный минимум достигал −44 °C, абсолютный максимум 37 °C. За год в среднем выпадает до 552 мм осадков.

## История
Деревня возникла в XVIII веке. Исторически называлась Лотра-Багишева, была околотком деревни Багишева. Жители — чуваши, до 1866 года государственные крестьяне; занимались земледелием, животноводством, ткацким и сукноваляльным промыслами. В 1928 году образован колхоз «Сталин».

### Изменение административного подчинения
До революции входила в Шуматовскую волость Ядринского уезда. 1 ноября 1927 года вошло в состав Аликовского района, затем с 17 марта 1939 года по 26 ноября 1956 года — в Советском районе, затем вновь в Аликовском (с 20 декабря 1962 года по 14 марта 1965 года — в Вурнарском сельском районе). Входило в состав Атменьского сельсовета, вошедшего в 2005 году в Шумшевашское сельское поселение.

## Население
| 2010 | 2012 |
| ---- | ---- |
| 31   | ↗33  |

- 1858 год — 91 человек (41 мужчина, 50 женщин)
- 1906 год — 34 двора, 173 человека (85 мужчин, 88 женщин)
- 1926 год — 47 дворов, 181 человек (87 мужчин, 94 женщины)
- 1939 год — 178 человек (75 мужчин, 103 женщины)
- 1979 год — 123 человека (48 мужчин, 75 женщин)
- 2002 год — 26 дворов, 44 человека (18 мужчин, 26 женщин), чуваши (100 %)[6]
- 2010 год — 15 частных домохозяйств, 31 человек (13 мужчин, 18 женщин)

## Связь и средства массовой информации
- Связь: ОАО «Волгателеком», Би Лайн, МТС, Мегафон. Развит интернет ADSL технологии.
- Газеты и журналы: Аликовская районная газета «Пурнăç çулĕпе»-«По жизненному пути»
- Телевидение: Население использует эфирное и спутниковое телевидение. Эфирное телевидение позволяет принимать национальный канал на чувашском и русском языках.